# Bukit Sijantung
Bukit Sijantung är en kulle i Indonesien.   Den ligger i provinsen Aceh, i den västra delen av landet, 1 500 km nordväst om huvudstaden Jakarta. Toppen på Bukit Sijantung är 103 meter över havet.
Terrängen runt Bukit Sijantung är platt åt nordost, men åt sydväst är den kuperad. Terrängen runt Bukit Sijantung sluttar österut. Runt Bukit Sijantung är det ganska tätbefolkat, med 62 invånare per kvadratkilometer. I omgivningarna runt Bukit Sijantung växer i huvudsak städsegrön lövskog.